# Kostel svatého Dominika (Paříž)
Kostel svatého Dominika (fr. Église Saint-Dominique) je katolický farní kostel ve 14. obvodu v Paříži, v ulici Rue de la Tombe-Issoire.

## Historie
Výstavba kostela zasvěceného svatému Dominikovi začala v roce 1913. Vinou první světové války byl ale dokončen až v roce 1921.

## Architektura
Kostel byl postaven podle plánů architekta Georges Gaudibert, který navrhl železobetonovou stavbu s kostrou z cihel a kamenů v romano-byzantském stylu.
Nejstarší výzdoba kostela se nachází na tympanonu jižního portálu, který je vyzdoben mozaikou s tématem svatého Dominika. Její autorkou byla výtvarnice Camille Boignard.

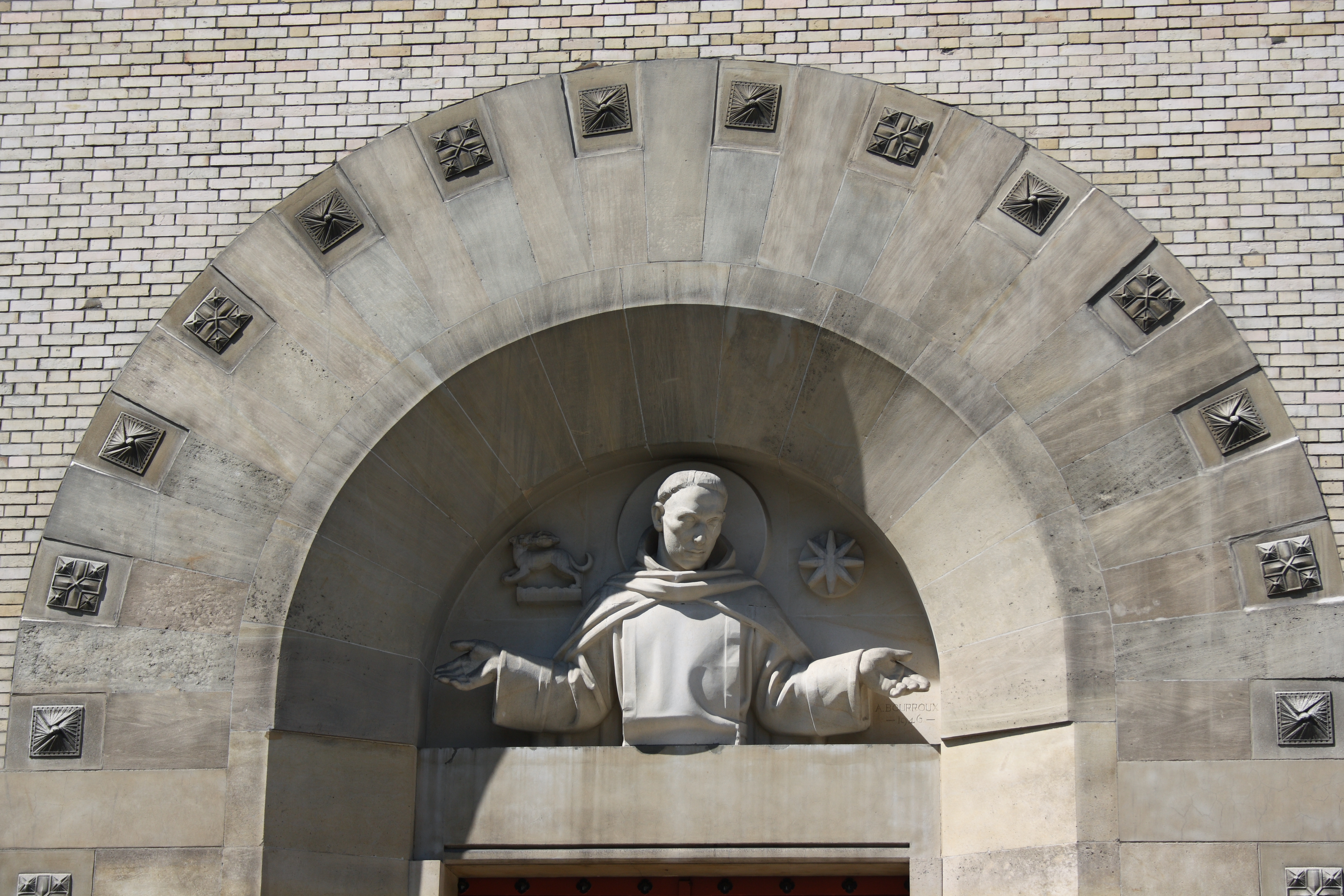
Tympanon východního portálu

Tympanon u východního portálu na ulici Rue de la Tombe-Issoire byl prázdný až do roku 1946, kdy jej vyzdobil sochař André Bourroux reliéfem rovněž představujícím sv. Dominika.
Hlavní loď má čtvercový půdorys a je zakončená kupolí vysokou 26 metrů osvětlenou dvěma řadami oken. Pod kostelem se nachází krypta.
V levé části kostela se nachází kaple Panny Marie s vitrážemi z roku 1941 a basreliéfem ze stejného roku zobrazujícím Nanebevzetí Panny Marie.
Kazatelna je vyrobena ze železobetonu a je ozdobená mozaikami.
Další kaple vlevo zasvěcená sv. Kateřině ze Sieny je vyzdobena čtyřmi obrazy z let 1929-1935 s výjevy z jejího života.
Kapli Sacré-Cœur vpravo vyzdobila Pauline Caspers (1865-1946) a v roce 1943 Paul Charavel (1877-1961).
Klenbu apsidy vyzdobil freskou Maurice Rocher (1918-1995). Freska byla v roce 1996 restaurována.
Jediná vitráž z roku 1921 se nachází za hlavním oltářem. Ostatní vitráže pocházejí z pozdějších let.
Varhany jsou starší než samotný kostel. Pocházejí z roku 1909 a v kostele byly instalovány v roce 1945. V roce 2003 byly restaurovány.
V roce 1990 byla místo bývalé sakristie zřízena kaple Notre Dame de Bonheur.